# Volta a Castella i Lleó 2008
La Volta a Castella i Lleó 2008 és la 23a edició d'aquesta cursa ciclista que transcorre per Castella i Lleó. Es va disputar entre el 24 i el 28 de març de 2008, sobre un total de 630,1 km, repartits entre cinc etapes.

## Classificacions finals

### Classificació general
|    | Ciclista              | Equip               | Temps      |
| -- | --------------------- | ------------------- | ---------- |
| 1  | Alberto Contador      | Team Astana         | 15h 57'37" |
| 2  | Mauricio Soler        | Barloworld          | + 39"      |
| 3  | Thomas Dekker         | Rabobank            | + 46"      |
| 4  | Levi Leipheimer       | Team Astana         | + 1'09"    |
| 5  | Denís Ménxov          | Rabobank            | + 1'23"    |
| 6  | Bauke Mollema         | Rabobank            | + 1'30"    |
| 7  | Moisés Dueñas         | Barloworld          | + 1'40"    |
| 8  | Sergio Pardilla       | Burgos Monumental   | + 1'42"    |
| 9  | Ezequiel Mosquera     | Karpin Galicia      | + 1'55"    |
| 10 | Christian Vande Velde | Slipstream Chipotle | + 1'55"    |

### Altres classificacions
- Classificació per punts.  Thomas Dekker (Rabobank)[1]
- Classificació de la muntanya.  Ivan Melero (Orbea-Oreka S.D.A.)
- Combinada.  Alberto Contador (Team Astana)
- Classificació per equips.  Rabobank

## Etapes
| Etapa | Data       | Recorregut                                 | Km          | Vencedor d'etapa       | Líder de la general |
| ----- | ---------- | ------------------------------------------ | ----------- | ---------------------- | ------------------- |
| 1a    | 24 de març | Valsaín - La Granja de San Ildefonso       | 9,7 km (CRI | Alberto Contador       | Alberto Contador    |
| 2a    | 25 de març | Segòvia - Àvila                            | 141,7 km    | Karsten Kroon          | Alberto Contador    |
| 3a    | 26 de març | Valladolid - Urueña                        | 159,9 km    | Francisco José Ventoso | Alberto Contador    |
| 4a    | 27 de març | Carrión de los Condes - Collado Salcedillo | 160,8 km    | Alberto Contador       | Alberto Contador    |
| 5a    | 28 de març | Guardo - Riaño                             | 158 km      | Koldo Fernández        | Alberto Contador    |